# Il meglio di Tiziana Rivale
Il meglio di Tiziana Rivale è una raccolta antologica della cantante Tiziana Rivale pubblicata dall'etichetta musicale D.V. More Record nel 1997.

## Tracce
1. Sarà quel che sarà (M. Fabrizio, R. Ferri)
2. Infinito (M. Idà, Rivale)
3. L'amore va (C. Gizzi, P. Calabrese)
4. Un giorno per amarti di più (D. Tarchiani, D. Warren, M. Bolton)
5. Con tutto l'amore che c'è (Gianfenis, Rivale)
6. Dove sei (Gianfenis, Rivale)
7. Io ci sarò (Gianfenis, Rivale, Ritchie)
8. Diamante (A. Fornaciari, F. De Gregori)
9. Ancora tu (L. Battisti, Mogol)
10. Fidati di me (Why) (L. Albertelli, P. Steffan, P. Donaggio)
11. È finita qui (Gianfenis, Rivale, S. Cenci)

## Formazione
- Tiziana Rivale – voce
- Franco Vinci – chitarra
- Marcello Surace – batteria
- Chris Mangano – basso
- Clemente Ferrari – tastiera, programmazione, pianoforte
- Pino Polistina - chitarra acustica- chitarra elettrica
- Cristiano Micalizzi - batteria